# Робинсон, Джонти
Джонатан (Джонти) Робинсон (англ. Jonathan (Jonty) Robinson, 9 сентября 1986, Йоханнесбург, ЮАР) — южноафриканский хоккеист (хоккей на траве), полузащитник. Чемпион Африки 2017 года.

## Биография
Джонти Робинсон родился 9 сентября 1986 года в южноафриканском городе Йоханнесбург.
Учился в университете Претории, где изучал спортивную науку.
Играл в хоккей на траве за «Риверсайд» из Дурбана и «Нортенс Блюз» из Претории, бельгийские «Браксгату» и «Гантуаз», английские «Саутгейт» и «Холкомб».
В 2012 году вошёл в состав сборной ЮАР по хоккею на траве на летних Олимпийских играх в Лондоне, занявшей 11-е место. Играл на позиции полузащитника, провёл 6 матчей, забил 2 мяча (по одному в ворота сборных Великобритании и Аргентины).
Дважды участвовал в чемпионатах мира 2010 и 2014 годов. В 2014 году выступал на хоккейном турнире Игр Содружества в Глазго.
В 2017 году завоевал золотую медаль чемпионата Африки, проходившего в Исмаилии, забил на турнире 2 мяча.
В течение карьеры провёл за сборную ЮАР 115 матчей.
По окончании игровой карьеры стал тренером. Работал тренером по физподготовке в команде Квазулу-Натала и «Риверсайде».